# Puchar Świata w kolarstwie przełajowym 2001/2002
Puchar Świata w kolarstwie przełajowym w sezonie 2001/2002 to 9. edycja tej imprezy. Organizowany przez UCI, obejmował tylko zawody dla mężczyzn. Pierwszy wyścig odbył się 17 listopada 2001 roku we włoskim Monopoli, a ostatni 21 stycznia 2002 roku w holenderskim Heerlen.
Trofeum sprzed roku bronił Holender Richard Groenendaal. W tym sezonie triumfował Belg Sven Nys.

## Wyniki
| Lp | Miejscowość      | Data              | 1. miejsce          | 2. miejsce      | 3. miejsce          |
| -- | ---------------- | ----------------- | ------------------- | --------------- | ------------------- |
| 1. | Monopoli         | 17 listopada 2001 | Sven Nys            | Bart Wellens    | Daniele Pontoni     |
| 2. | Igorre           | 2 grudnia 2001    | Sven Nys            | Bart Wellens    | Erwin Vervecken     |
| 3. | Wortegem-Petegem | 16 grudnia 2001   | Mario De Clercq     | Sven Nys        | Ben Berden          |
| 4. | Nommay           | 6 stycznia 2002   | Erwin Vervecken     | Mario De Clercq | Richard Groenendaal |
| 5. | Zeddam           | 20 stycznia 2002  | Sven Nys            | Mario De Clercq | Erwin Vervecken     |
| 6. | Pontchâteau      | 27 stycznia 2002  | Richard Groenendaal | Mario De Clercq | Bart Wellens        |

## Klasyfikacja generalna
| Lp. | Zawodnik            | Punkty |
| --- | ------------------- | ------ |
| 1.  | Sven Nys            | 282    |
| 2.  | Mario De Clercq     | 270    |
| 3.  | Bart Wellens        | 241    |
| 4.  | Richard Groenendaal | 238    |
| 5.  | Erwin Vervecken     | 225    |
| 6.  | Jiří Pospíšil       | 150    |
| 7.  | Tom Vannoppen       | 147    |
| 8.  | Gerben De Knegt     | 143    |
| 8.  | Wim de Vos          | 143    |
| 10. | Maarten Nijland     | 117    |